# Adam Hague
Adam Hague (ur. 29 sierpnia 1997) – brytyjski lekkoatleta specjalizujący się w skoku o tyczce.
W 2013 był szósty na mistrzostwach świata juniorów młodszych, a rok później zajął 8. miejsce podczas juniorskich mistrzostw świata w Eugene. Mistrz Europy juniorów z Eskilstuny (2015).
Stawał na podium mistrzostw Wielkiej Brytanii.
Rekordy życiowe: stadion – 5,65 (12 sierpnia 2018, Berlin); hala – 5,65 (18 lutego 2018, Birmingham). Oba ta rezultaty są aktualnymi rekordami Wielkiej Brytanii juniorów.

## Osiągnięcia
| Rok  | Impreza                               | Miejsce    | Pozycja     | Wynik | Reprezentacja |
| ---- | ------------------------------------- | ---------- | ----------- | ----- | ------------- |
| 2013 | Mistrzostwa świata juniorów młodszych | Donieck    | 6. miejsce  | 4,90  | GBR           |
| 2014 | Mistrzostwa świata juniorów           | Eugene     | 8. miejsce  | 5,35  | GBR           |
| 2015 | Mistrzostwa Europy juniorów           | Eskilstuna | 1. miejsce  | 5,50  | GBR           |
| 2016 | Mistrzostwa świata juniorów           | Bydgoszcz  | 5. miejsce  | 5,40  | GBR           |
| 2018 | Igrzyska Wspólnoty Narodów            | Gold Coast | 4. miejsce  | 5,45  | ENG           |
| 2018 | Mistrzostwa Europy                    | Berlin     | 10. miejsce | 5,65  | GBR           |
| 2022 | Igrzyska Wspólnoty Narodów            | Birmingham | 2. miejsce  | 5,55  | ENG           |